# Richard Dixon
Richard Ernesto Dixon Amague (Panama, 28 marzo 1992) è un ex calciatore panamense, di ruolo difensore.

## Carriera

### Club
Gioca dal 2010 al 2013 allo Sporting San Miguelito. Nel 2013 si trasferisce al Chorrillo. Il 20 gennaio 2016 viene ufficializzata la sua cessione al Limón. Nell'estate del 2016 viene acquistato dalla Platense.

### Nazionale
Debutta in nazionale il 14 novembre 2012, nell'amichevole Panama-Spagna (1-5). Partecipa alla CONCACAF Gold Cup 2013.

## Palmarès

### Club

#### Competizioni nazionali
- Asociación Nacional Pro Fútbol: 1

Chorrillo: Clausura 2014